# Geraldo (ur. 1958)
Geraldo, właśc. Geraldo Pereira (ur. 3 lutego 1958 w Vespasiano) – brazylijski piłkarz, występujący podczas kariery na pozycji napastnika.

## Kariera klubowa
Karierę piłkarską Geraldo rozpoczął w klubie Américe Belo Horizonte w 1975 roku. W lidze brazylijskiej zadebiutował 20 sierpnia 1975 w przegranym 0-2 meczu z Fortalezą EC. Pierwszą połowę lat 80. Geraldo spędził w XV de Jaú, Botafogo FR i São Paulo FC, z którym zdobył mistrzostwo stanu São Paulo – Campeonato Paulista w 1985 roku.
W latach 1985–1986 był zawodnikiem Coritiby. W Coritibie 5 października 1986 w zremisowanym 1-1 meczu z Sobradinho Brasília Geraldo po raz ostatni wystąpił w lidze. Ogółem w latach 1975–1986 wystąpił w lidze w 76 meczach, w których strzelił 8 bramek. Z Coritibą zdobył mistrzostwo stanu Parana – Campeonato Paranaense w 1986 roku. W latach 1987–1988 występował w Joinville EC. Joinville zdobył mistrzostwo stanu Santa Catarina – Campeonato Catarinense w 1987 roku.
Karierę piłkarską Geraldo zakończył w 1995 w Blumenau EC.

## Kariera reprezentacyjna
W reprezentacji Brazylii Geraldo jedyny raz wystąpił 24 sierpnia 1983 w przegranym 0-1 meczu z reprezentacją Argentyny w Copa América 1983, na którym Brazylia zajęła drugie miejsce.
W 1984 roku uczestniczył w eliminacjach Igrzysk Olimpijskich. Na turniej finałowy do Los Angeles jednak nie pojechał.